# Гребля Ваді-Саай
Гребля Ваді-Саай (Wadi Saay) – інженерна споруда на сході Оману.
В 2010-х роках на східному узбережжі Оману почали розвитку порту та індустріальної зони Дукм. Для їх захисту від повеней та живлення місцевих водоносних горизонтів (затримання на певний час води епізодичних дощів дозволяє забезпечити Її максимальне всотування у алювіальні породи русла) спорудили дві греблі, одна з яких розташована у Ваді-Саай. 
В межах проекту у Ваді-Саай звели земляну споруду із глиняним ядром висотою 16,4 метра, довжиною 3665 метрів та шириною по основі 100 метрів. Одна з ділянок греблі завдовжки 235 метрів виконана як бетонована водопереливна. 
Гребля може утримувати тимчасове водосховище об’ємом 17 млн м3, а площа її водозбірного басейну становить 190 км2. 
В 2019-му році під час тропічного шторму Хіка випало 116 мм осадів, при цьому гребля Ваді-Саай затримала 8 млн м3 води.
Нижче від греблі у руслі ваді провели значні земляні роботи, підготувавши призначений для безперешкодного пропуску води шлях (канал) завдовжки біля 15 км (з них 3,5 км є спільною ділянкою після з’єднання каналів від гребель Ваді-Саай та Ваді-Джурф).